# Célula vegetal

Esquema da estrutura de uma célula vegetal.

A célula vegetal  é semelhante à célula animal, mas contém algumas organelas diferentes da célula animal, como a parede celular que dá maior rigidez à célula, vacúolos e cloroplastos. Está dividida em: componentes protoplasmáticos que são um composto de organelas celulares e outras estruturas que sejam ativas no metabolismo celular. Inclui o núcleo, retículo endoplasmático, citoplasma, ribossomos, complexo de Golgi, mitocôndrias, lisossomos e plastos e componentes não protoplasmáticos são os resíduos do metabolismo celular ou substâncias de armazenamento. Inclui vacúolos, parede celular e substâncias ergásticas.

## Vacúolo
É uma cavidade delimitada por uma membrana (tonoplasto) e contém o suco celular que é composto de substâncias ergásticas e algumas em células podem conter pigmentos como as flavonas e antocianinas.
Células jovens geralmente têm vários vacúolos pequenos que ao longo de seu desenvolvimento se fundem em um mega vacúolo, eles atuam na regulação osmótica expulsando a água da célula vegetal.

## Substâncias ergásticas
São substâncias de reserva ou resíduos - produtos do metabolismo celular.
- Amido: são partículas sólidas com formas variadas, pode ser encontrado no cloroplasto ou no leucoplasto. Formam grãos com muitas camadas centradas em um ponto chamado hilo.
- Proteína: as proteínas ergástricas são material de reserva e se apresentam no endosperma de muitas sementes em forma de grãos de aleurona.
- Lipídios: pode ocorrer em forma de óleo ou gordura se for para armazenamento ou em forma de terpenos que são produtos finais como óleos essenciais e resinas.
- Taninos: um grupo de compostos fenólicos que podem ficar em vários órgãos vegetais (se acumulam no vacúolos) e podem impregnar a parede celular.

## Plasto
É originado do protoplastídeo e tem configurações diferentes, com várias finalidades:
- Cloroplastos são plastos de clorofila, responsáveis pela fotossíntese.[3] Só são encontrados em células expostas à luz. São formados por uma membrana externa e uma interna que sofre invaginações formando sacos empilhados, os tilacóides. Alguns se dispõem uns sobre os outros formando uma pilha chamada granum (plural = grana). A matriz interna é chamada de estroma e pode conter grânulos de amido espalhados por ele. São derivados dos cromoplastos. Cloroplastos possuem seu próprio DNA e ribossomos, são relativamente independentes do resto da célula (principalmente do núcleo).
- Cromoplastos são plastos coloridos (contêm pigmentos) de estrutura irregular e de maneira expassa que dão origem aos cloroplastos. Seus principais pigmentos são os carotenóides (coloração da cenoura) e xantofilas que dão coloração para flores e frutos.
- Leucoplastos são incolores e servem para acumular substâncias diversas como proteínas, amidos e lipídios. Dependendo da substância que acumulam, recebem nomes diferentes: oleoplastos, proteoplastos, amiloplastos...

## Tecidos vegetais
Os tecidos vegetais todos têm origem em tecido embrionário, o meristemático. Existem dois tipos:
- Primários: são originados diretamente das células do embrião.
- Secundários: são originados de células já diferenciadas que retornam ao estágio embrionário. Isso ocorre porque as células vegetais são capazes de se desdiferenciar, ao contrário das células animais em que há diferenciação definitiva de todos os tecidos no embrião. Eles também são chamados de tecidos jovens, os tecidos originados dos meristemas são chamados de tecidos adultos.

### Tecidos meristemáticos
É basicamente o tecido embrionário na planta adulta que pode se dividir em novas células (atividade mitótica) e produzir outros tecidos. As células meristemáticas são geralmente de parede fina, com muito citoplasma e vacúolo pequeno.
Existem diversos tipos de meristemas na planta, com diferentes origens (primário e secundário) e posições. Os tecidos originados do meristema também são classificados em primários e secundários, por se originarem de meristemas primários e secundários.
- Tecidos primários: Protoderme (revestimento primário), procâmbio (vasculares primários), meristema fundamental (sustentação e preenchimento)
- Tecidos secundários: câmbio (vascular secundário), felogênio (revestimento secundário)

Tipos de tecido meristemático
- Meristemas apicais: geralmente é um primário, fica nas extremidades de caules, raízes e ramificações e é responsável pelo crescimento primário. Origina a protoderme [origina a epiderme], o procâmbio [tecidos vasculares] e o meristema fundamental (tecidos de preenchimento e sustentação).
- Meristemas laterais: estão presentes em plantas com crescimento em espessura (secundário). Formam novos tecidos de condução e de revestimento (câmbio e felogênio).
- Meristema intercalar: é uma parte do meristema apical que se separou do ápice durante o desenvolvimento da planta. É bastante evidente nos entre nós de monocotiledônea.

Os meristemas apicais têm uma estrutura própria, com diferentes graus de diferenciação:
Estrutura dos meristemas apicais
- Protomeristema: é formado pelas células iniciais do ápice.
- Protoderme: dá origem a epiderme
- Procâmbio: origina xilema e floema
- Fundamental: origina o parênquima, colênquima e esclerênquima.

### Tecidos parenquimáticos
O parênquima é o tecido de preenchimento adulto, origina-se do meristema fundamental e concentra a maioria das funções vegetais. É formado de células poliédricas, vivas, com grandes vacúolos e pouca diferenciação (pode retomar a atividade meristemática facilmente). Forma um tecido contínuo que pode ser encontrado em toda a planta, geralmente há muito espaço intercelular e o citoplasma das células se comunica.
Tipos de parênquima
- Aerífero ou Aerênquima: tem espaços intercelulares muito desenvolvidos que acumulam ar e é encontrado muito comumente em plantas aquáticas. Suas células têm formas variadas, como braciformes, retangulares e etc.
- Clorofiliano ou clorênquima: é rico em cloroplastos e é responsável pela fotossíntese. É encontrado principalmente no mesófilo foliar, em caules jovens e raízes aéreas. Suas células podem ter um vacúolo grande que empurra os cloroplastos para perto da parede optimizando a absorção de gases.
- Aquífero: é especializado e estocagem de água, comum em plantas de ambiente seco. Suas células podem conter mucilagem (polissacarídeo hidrófilo).
- Parênquima de reserva: acumula substâncias de reserva, rico em leucoplastos.
- Parênquima de preenchimento: são células isodiamétricas com pequeno espaço intercelular. É encontrado principalmente no córtex do caule e da raiz.

### Tecido de revestimento (epiderme e periderme)

#### Epiderme
A epiderme é o tecido de revestimento primário originado da protoderme, geralmente de camada única (unisseriado) e não possui espaços intercelulares. Em órgãos aéreos, é revestida pela cutícula, que reduz o ressecameto. Pode ser substituída por um tecido secundário a periderme.
Pode apresentar uma grande variedade de estruturas como papilas, escamas, estômatos, acúleos, espinhos e tricomas (pêlos).
Acúleos são expansões pluricelulares pontiagudas da epiderme com função de defesa, são fáceis de remover e são diferentes dos espinhos que são folhas modificadas. Espinhos são modificações do caule ou da folha. Papilas são células onduladas presentes em flores (pétalas principalmente) que lhe dão um aspecto aveludado, podem produzir perfumes e néctar. Às vezes são consideradas um tipo de tricoma.
Tricomas são apêndices da epiderme originados de células chamadas tricoblastos e podem ser uni ou pluricelulares e de estrutura variada. Evitam o aquecimento excessivo, evitam ou facilitam perda de água, digerem presas, protegem contra predadores e ajudam na dispersão de sementes (algodão).
Tipos de tricoma
- Não glandulares: Tem como função fazer a capacitação de luz, para a sobrevivência da luz.
- Glandulares: secretam óleos, essências, enzimas, substâncias urticantes e acumulam nutrientes (suco de laranja).
- Secretor de sal: livra-se do excesso de sal do organismo (exemplo: avicenia).
- Pêlos radiculares: tricomas da raiz que aumentam sua superfície de absorção.
- Coléteres: tricomas especiais que secretam mucilagem no ápice de alguns caules.
- Hidatódios: secretam soluções aquosas de ácidos orgânicos.

Estômatos são estruturas de troca gasosa compostas de duas células-guarda em forma de rim que regulam a abertura de um orifício, o ostíolo. Normalmente, abaixo dos estômatos há uma cavidade, câmara subestomática. Geralmente são cercados de células com a mesma origem das células-guarda, células subsidiárias, que são usadas para classificá-los.
As células-guarda possuem cloroplastos e tem uma parede celular mais espessada na parte do ostíolo e se abrem quando as células-guarda ficam túrgidas. São encontrados em quase todos os órgãos aéreos das plantas.
As folhas também são classificadas de acordo com a posição ocupada pelos estômatos.
- Anfistomatica:estomatos em ambas as faces.
- Hipostomatica: somente na face inferior (abaxial).
- Epistomatica: somente na face superior (adaxial).

Tipos de estômatos
- Anomócito ou ranunculeáceos: não possui célula subsidiária, é cercado de vários tipos de células epidérmicas.
- Anisocítico ou crucífero: três subsidiárias, uma é maior que as outras.
- Paracíticos ou rubiáceos: duas células subsidiárias paralelas.
- Diocíticos: Presença de células anexas perpendiculares.
- Ciclocíticos: células formando um círculo ao redor das células guarda.
- Tetracítico: com quatro células, duas laterais e duas polares. Comum em monocotiledôneas.

#### Periderme
A periderme é um tecido de revestimento secundário que substitui a epiderme em plantas com crescimento secundário muito acentuado ou em regiões danificadas. É suberificado (contém muito súber) e geralmente é composto de três camadas: felogênio, feloderme e felema. O súber é um bom isolante acústico, térmico e impermeável à água.
Partes da periderme
- Felogênio:é um meristema lateral, secundário que se origina da epiderme ou de células parenquimáticas do córtex e floema. As células têm um formato retangular e não deixam espaços entre si.
- Feloderme:é um tecido parenquimático produzido pelo felogênio, pode faltar em algumas plantas. Fica para dentro da planta.
- Felema (súber ou cortiça): é formado de células semelhantes as do felogênio, mas com paredes espessadas e suberificadas e mortas quando maduras. Não há tecidos vivos acima da periderme.

Para manter os estômatos funcionando, o felogênio produz muitas células parenquimáticas alocadas com amplos espaços intercelulares na região estomática o que permite que as trocas gasosas continuem. Essa região é chamada lenticela.
Lenticelas
Em algumas plantas o primeiro felogênio é substituído por outro mais profundo e assim por diante.  Conforme o felogênio produz felema, as camadas mais antigas se desprendem, isso é, o ritidoma (a casca de árvore).

### Tecidos de sustentação (colênquima e esclerênquima)

#### Colênquima
É formado de células vivas, justapostas (sem espaços) com paredes espessadas desigualmente. Serve como tecido de sustentação em órgãos jovens e em herbáceas maduras, nunca é lignificado, é encontrado nas margens de folhas ou em suas nervuras maiores e no caule, em forma de cilindro ou faixas longitudinais. Geralmente fica logo abaixo da epiderme.
Tipos de colênquima
- Angular: as paredes formam ângulos entre si
- Laminar ou lamelar: as paredes formam lâminas com as células anteriores e posteriores
- Lacunar: surgem espaços entre as células
- Anelar
- Radial: células paralelas, alongadas e alocadas radialmente.

#### Esclerênquima
Pode ter origem primária ou secundária. É um tecido de sustentação, como o colênquima, entretanto, devido à parede secundária muito espessada e lignificada, o protoplasma é morto na maturidade. Confere grande resistência e dureza ao tecido, oferecendo sustentação e elasticidade.
Tipos de esclerênquima
- Fibras: são células alongadas, com as extremidades afiladas.
- Esclereídes: são células que podem possuir vários formatos, desde células curtas, irregulares, até células com alongadas, retangulares, ou com pontas.

Tipos de fibras
- Libriforme: possuem pontoações diminutas, simples ou areoladas.
- Septadas: apresentam protoplasto vivo e septos internos; encontradas no xilema e no floema.
- Fibrotraqueídes: possuem pontoações areoladas bem evidentes na parede.
- Gelatinosas: a parede celular é rica em celulose[4]  e pobre em lignina.

Tipos de esclereídes
- Célula pétrea: encontrado no floema e na polpa de certos frutos (pêra) , tem forma quase isodiamétrica.
- Macrosclereídeo: células longas, encontrada na testa de muitas sementes.
- Osteosclereídeo: células em forma de osso, encontrada na testa de sementes e em folhas.
- Astroesclereídeo: ocorre em folhas, tem pontas, assume uma forma de estrela.
- Tricoesclereídes: com paredes delgadas e se parecem com tricomas.

### Tecidos de condução
Os tecidos vasculares são responsáveis pelo transporte de nutrientes através da planta. Existem dois tecidos vasculares:
- Xilema: transporta água e sais minerais da raiz para todo o corpo da planta.[5]
- Floema: transporta os produtos da fotossíntese das folhas para o todo o corpo da planta.[5]

Nas plantas jovens, em estrutura primária, eles se organizam em feixes vasculares, originados a partir do procâmbio, onde geralmente o floema fica voltado para o exterior do órgão, e o xilema, para o interior. Quando a planta aumenta em espessura, o chamado crescimento secundário, este incremento é gerado pela atividade do câmbio vascular, que vai originar o floema e o xilema secundários. Os feixes vasculares podem ser classificados de acordo com a posição do xilema e do floema.
Tipos de feixe
- Colateral: xilema de uma lado e floema do outro.
- Bicolateral: floema de ambos os lados do xilema.
- Concêntrico: quando o xilema circunda totalmente o floema (perixilemático ou anfivasal) ou o floema circunda totalmente o xilema (perifloemático ou anficrival).

O primeiro elemento do xilema primário formado pelo procâmbio é o protoxilema, seguido do metaxilema. No floema primário ocorre o mesmo: o primeiro elemento do floema primário formado pelo procâmbio é o protofloema, seguido do metafloema. Geralmente os elementos do protoxilema e protofloema perdem logo a função, com o crescimento da planta. Se a planta é uma monocotiledônea, o seu sistema vascular permanece em estrutura primária por toda a sua vida, e o metaxilema e o metafloema são os elementos funcionais.

#### Xilema
É composto por fibras, parênquima e os elementos traqueais. O xilema secundário possui células de parênquima axial e radial.
Partes do xilema
- Fibras: fornecem suporte e podem atuar no armazenamento de substâncias, como é o caso das fibras septadas, que são vivas.
- Células parenquimáticas: função de reserva e condução a curta distância.
- Elementos traqueais: são as células que fazem a condução do xilema. Possuem paredes lignificadas e espessas, e são células mortas quando maduras. Existem dois tipos de elementos traqueais: traqueídes e elementos de vaso.
- Traqueídes: são células alongadas com paredes não perfuradas, e acumulam as funções de sustentação e condução. Se comunicam através de pontoações areoladas, presentes nas suas paredes laterais. São considerados os elementos traqueais mais antigos, encontradas em Gimnospermas e Pteridófitas.
- Elementos de vaso: possuem pontuações areoladas nas paredes laterais e perfurações nas paredes terminais, denominada placa de perfuração. Os vários elementos de vaso se conectam através da placa, formando um vaso. Tipos de elementos de vaso: anelados; espiralados; reticulados; escalariformes e ou pontuação.

#### Floema
É composto por fibras ou esclereídes, parênquima e elementos crivados. O floema secundário possui células de parênquima axial e radial.
Partes do floema
- Fibras/esclereídes: fornecem suporte. Os elementos crivados não funcionais geralmente sofrem lignificação e espessamento de suas paredes, se transformando em fibras ou esclereídes.
- Células parenquimáticas: função de reserva e condução a curta distância.
- Elementos crivados: são as células condutoras do floema, vivas porém anucleadas na maturidade. Dividem-se em células crivadas e elementos de tubo crivado.
  - Células crivadas: células com áreas crivadas nas paredes laterais; ocorrem em Angiospermas, Gimnospermas e Pteridófitas.
  - Elementos de tubo crivado: possuem áreas crivadas nas parades laterais e áreas especializadas nas paredes terminais, denominadas placas crivadas. Os elementos de tubo crivado se enfileiram formando o tubo crivado; ocorrem na maioria das Angiospermas.
- Células companheiras: suprem metabolicamente o elemento de tubo crivado, e são intimamente associadas a estes, tendo a mesma origem: a partir de uma única célula inicial procambial/cambial.
- Células albuminosas: suprem metabolicamente as células crivadas, mas estas não têm a mesma origem.